# Marc Engels
Pour les articles homonymes, voir Engels (homonymie).
Marc Engels, né le 29 octobre 1965 à Bruxelles et mort le 9 avril 2020, à l'âge de 54 ans, dans cette même ville, est un ingénieur du son belge.
Cadet d'une famille de trois enfants. Sa sœur, Anne est pharmacienne. Son frère, Yves, est artiste peintre.
Il est marié à Sabine.
Outre sa passion pour le son, les voix, le cinéma, Marc Engels, épicurien, est un ambassadeur du vin nature.

## Biographie
En 1987, Marc Engels sort diplômé de l'Institut des arts de diffusion (IAD), une école supérieure des arts belge dans le domaine des arts du spectacle et des techniques de diffusion et de communication.
Il commence son parcours professionnel par des prestations dans les domaines tels que communications gouvernementales, films institutionnels, news national (RTL, RTB et VRT) et international (FR2, FR3, BBC, CNN, etc.), clips musicaux et reportages.
Au cinéma, il est d'abord assistant sur divers courts-métrages, puis passe à la module pour, entre autres, le court-métrage « Le Pendule de Mme Foucault » du réalisateur Jean-Marc Vervoort, qui obtient le prix de la bande sonore au festival de Bruxelles en 1995.
C'est d'ailleurs, le réalisateur Jean-Marc Vervoort qui va offrir à Marc Engels, son premier long métrage format TV, en tant que chef son : Division d'honneur en 2001.
Les premiers films de Marc Engels en tant qu'ingénieur son pour le grand écran, sont « Le Gardien de buffles » de Nghiem Minh Nguyen-Vo en 2003 (tourné au Viêt Nam) et « Calvaire » de Fabrice Duwelz en 2004.
Marc Engels va enchaîner les longs métrages, fidèle à plusieurs réalisateurs, dont Rémi Bezançon, Éric Rochant, Jérôme Salle, Joachim Lafosse, etc.
Marc Engels travaille avec plusieurs assistants, entre autres Grégory Noël, Vincent Breau, Thomas Gastinel, etc.
En 2017, il reçoit le césar du meilleur son pour le film « Odyssée » de Jérôme Salle.
Marc Engels est connu, en France, pour ses prises de son sur la série française « Le Bureau des légendes », le dernier épisode de la série lui est dédié à titre posthume.
Il est mort le 9 avril 2020 de la COVID-19.
Ses derniers quatre longs métrages en tant qu'ingénieur son, qu'il n'aura pas pu voir fini : « Atlas » de Niccolo Castelli, « Dune Dream » de Samuel Doux, « The sound of Philadelphia » de Jérémie Guez et « Tokyo Shaking » d'Olivier Peyon.
La dernière voix que Marc a enregistrée est celle de la comédienne Karin Viard, dont il disait : « elle sait poser sa voix comme ne le font que les grandes comédiennes ».

## Filmographie partielle
- 2004 : Calvaire de Fabrice Du Welz ;
- 2004 : Blush de W.Vandekeybus ;
- 2006 : Cages d'Olivier Masset-Depasse[2] ;
- 2006 : Komma de Martine Doyen ;
- 2007 : Ex Drummer de Koen Mortier ;
- 2010 : Hors-la-loi de Rachid Bouchareb ;
- 2010 : La Meute de Franck Richard ;
- 2011 : Largo Winch 2 de Jérôme Salle ;
- 2011 : Un heureux événement de Rémi Bezançon ;
- 2011 : Goodbye Morocco de Nadir Moknèche ;
- 2013 : Möbius d'Éric Rochant ;
- 2014 : À toute épreuve d'Antoine Blossier ;
- 2014 : Prêt à tout de Nicolas Cuche ;
- 2014 : Waste Land de Pieter Van Hees ;
- 2015 : Je suis mort mais j'ai des amis de Guillaume Malandrin et Stéphane Malandrin ;
- 2015 : Nos futurs de Rémi Bezançon ;
- 2016 : L'Économie du couple de Joachim Lafosse ;
- 2016 : Louis-Ferdinand Céline d'Emmanuel Bourdieu ;
- 2016 : L'Odyssée de Jérôme Salle ;
- 2016 : Lola Pater de Nadir Moknèche ;
- 2016 : Tueurs de François Troukens ;
- 2017 : Mandy de Panos Cosmatos ;
- 2018 : Le Mystère Henri Pick de Rémi Bezançon ;
- 2018 : Atlas de Niccolo Castelli ;
- 2018 : Dune Dream de Samuel Doux ;
- 2019 : Sons of Philadelphia de Jérémie Guez ;
- 2020 : Tokyo Shaking d'Olivier Peyon.

## Distinctions
Récompense
- Césars 2017 : César du meilleur son pour L'Odyssée

Nominations
- Magritte 2016 : Magritte du meilleur son pour Je suis mort mais j'ai des amis
- Magritte 2019 : Magritte du meilleur son pour Tueurs